# Пожарицкая, Мария Генриховна
Мари́я Ге́нриховна Пожари́цкая (08.01.1959 — 21.09.2021) — российская художница московского андерграунда 90-х. Резидентка арт-пространства Spider & Mouse в 1990—2000-х, одна из участниц выставки «Осторожно, религия!» — первой художественной выставки в новейшей истории России, организаторы которой подверглись преследованиям по политическим мотивам.

## Биография
Выпускница РГХПУ им. Строганова, факультет монументально-декоративного и прикладного искусства, класс керамики. После выпуска работала дизайнером на заводе елочных игрушек.
Активно занималась искусством, участвовала в коллективных и персональных выставках в период с 1995 по 2003 года.
В 2010-х пережила тяжелое обострение ментального расстройства и получила инвалидность. Умерла от сердечного приступа в 2021 году в своей квартире в Москве.

## Творчество
В середине 1990-х Мария Пожарицкая стала заниматься современным искусством, в основном в форме инсталляций из гипса, керамики и необожженной глины. Много работала в сотрудничестве с поэтом и скульптором Игорем Иогансоном. На совместной выставке «Жизнь среди камней» выставлялись стихи Иогансона, отлитые Пожарицкой в гипсовых барельефах разных форм и размеров.
Пожарицкая активно выставлялась в московских галереях современного искусства вплоть до начала 2000-х преимущественно как участница коллективных выставок. В 1999 года в галерее Spider & Mouse состоялась ее персональная выставка «SEX SIX ШЕСТЬ» — серия из тридцати шести гипсовых барельефов, выполненный в фирменном стиле Пожарицкой, вдохновлявшейся стилистикой петроглифов и наивного искусства.
В 2003 году приняла участие в коллективной международной выставке Осторожно, Религия!, которая проводилась в Сахаровском центре. Через пять дней после открытия на выставку было совершено нападение. Многие работы были уничтожены, в том числе инсталляция Пожарицкой, представлявшая собой игрушечный храм с куклами Барби в виде богов.
В 2005 году против организаторов выставки было возбуждено дело о разжигании национальной и религиозной вражды. На процессе Пожарицкая выступала как свидетель и была допрошена стороной обвинения. Для Пожарицкой произошедшее стало глубокой травмой, она полностью прекратила деятельность современной художницы, и больше не участвовала в выставках.
Впоследствии делала на заказ и продавала керамические изделия (преимущественно фигурки животных и вазы), однако не смогла обеспечивать себя этим заработком и потому несколько лет работала курьером.

## Семья
Дочь московской лингвистки Софии Пожарицкой и математика Генриха Пожарицкого. Имела единоутробную и единокровную сестер от вторых браков обоих родителей. В 1986 году вышла замуж за киевского художника Евгения Шешенина. В 1988 году у Шешенина и Пожарицкой родился сын Семен, в 1990-м пара распалась.